# 19. századi magyar történelem
A 19. század a magyar történelemben nagy fordulatokat hozott. A század elején megkezdődött a modernizációt magával hozó reformkor, majd két éven keresztül zajlott a magyar forradalom és szabadságharc. A század végén az osztrák és magyar politikai vezetők megkötötték az úgynevezett kiegyezést, aminek eredményeként létrejött Európa egyik nagyhatalma, az Osztrák–Magyar Monarchia.

## Reformkor

### A korszak előzményei és kezdete

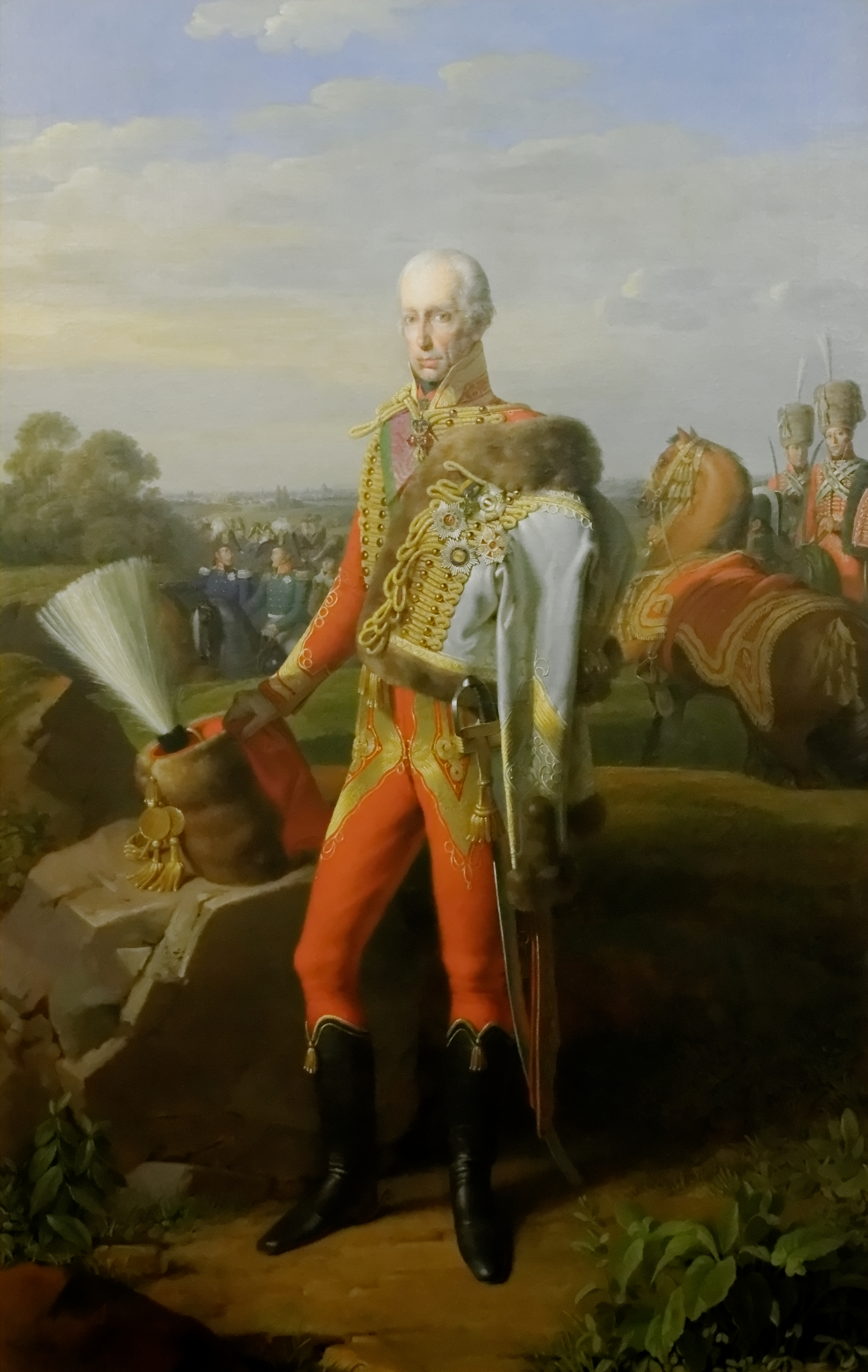
I. Ferenc magyar király

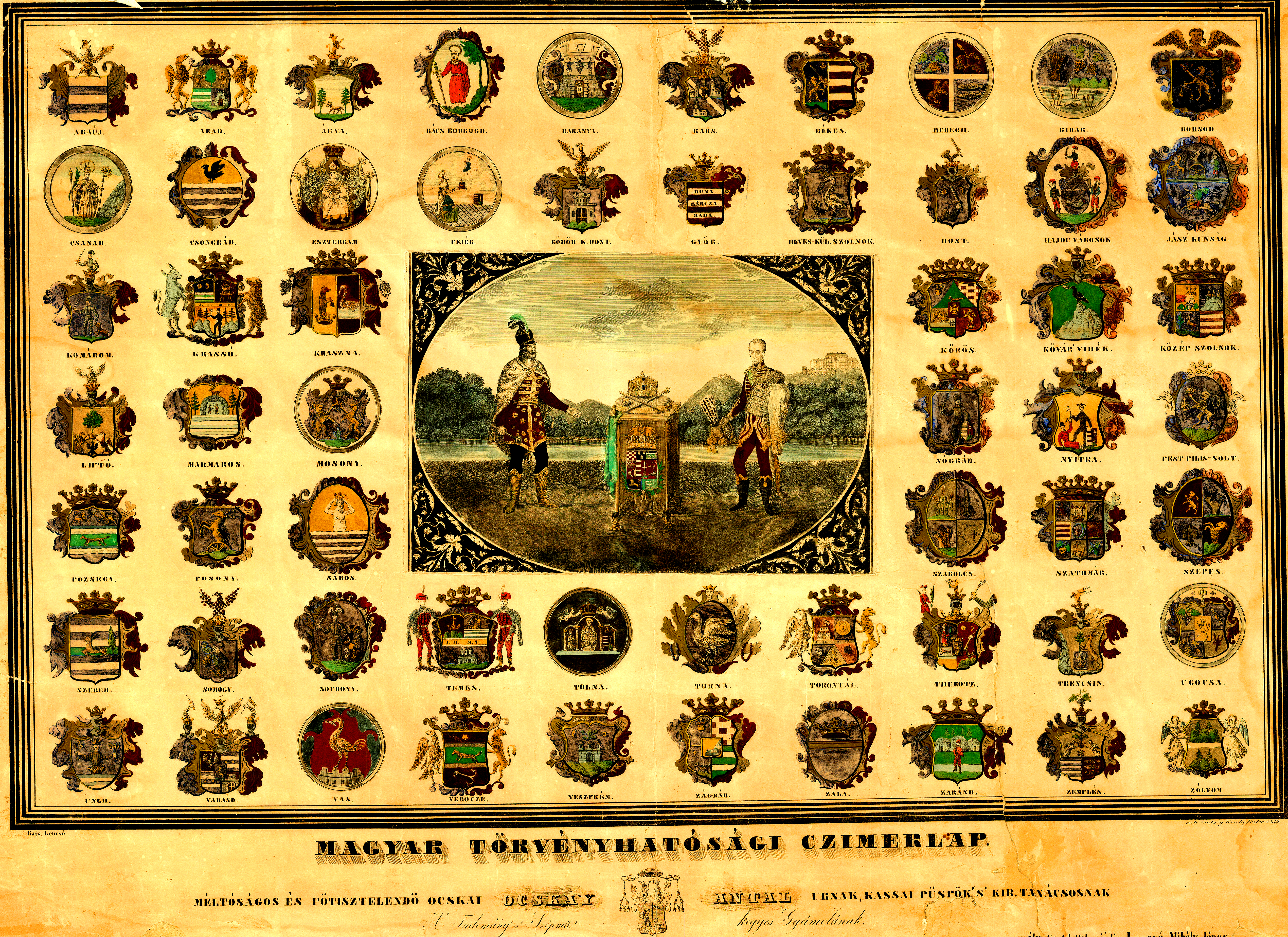
Magyar törvényhatósági czimerlap (1839)

A napóleoni háborúk idején a Habsburg Birodalom vészesen eladósodott. A kritikus helyzetben az uralkodó lényegesen több adót kívánt beszedni Magyarországról. Ez a nemesség ellenállásához vezetett. I. Ferenc a tiltakozások hatására idő előtt berekesztette az országgyűlést, és ezt követően rendeletekkel kormányzott. A magyar rendek tiltakozásul nem hajtották végre az uralkodói rendeleteket. A nemességnek ez a magatartása hatással volt a társadalom egészére: romlott a közbiztonság, megerősödött a betyárvilág, nőtt a katonaszökevények száma. Mivel az ellentétek kiélezése hosszú távon nem szolgálta az udvar érdekéit sem, 1825-re az uralkodó újra egybehívta az országgyűlést. A gazdaságban jelentkező válságjelek hatására a nemesség soraiból mind többen felismerték, hogy a kiváltságaik egy részéről le kell mondaniuk. Teret kell engedni a polgári értékeknek a gazdaságban és a társadalomban egyaránt, hiszen ettől a haza és a nemzet megerősödése várható a birodalmon belül. Világossá vált számukra, hogy a változtatásokat törvényes keretek között, reformok útján kell végrehajtani, úgy, hogy elkerüljék a robbanásszerű forradalmat. Amikor ez a gondolkodásmód elterjedt, és a felismerés egyre több nemesi agyban gyújtott világot, akkortól beszélhetünk reformkorról. Ennek az időszaknak a kezdetét az 1820-as évek végétől számíthatjuk, és az 1848-as forradalom zárja le.

### A polgári átalakulás alapkérdései
A megoldásra váró problémák között kiemelkedett a jobbágykérdés. Felismerték, hogy a jobbágyok helyzetén változtatni kell: jogokhoz kell juttatni őket. A jobbágyfelszabadítás gondolata egyre szélesebb teret nyert.
- A nemesi kiváltságok felszámolása (pl.: az az adómentesség megszüntetése) is egy igazságosabb társadalom kialakításához vezethetett.
- Az ősiség törvényének eltörlése is időszerűvé vált. A bankok ugyanis nem fogadták el hitelfedezetként a nemesi birtokot, hisz ha az adós nem fizetett, birtokát nem vehették el tőle.
- Fontosnak tekintették a gazdaság fejlesztését is. Növelni akarták Magyarország birodalmon belüli súlyát. A céhrendszer eltörlése az ipar szabad fejlődését mozdította volna elő.
- A cenzúra eltörlése, a sajtószabadság megteremtése is a korszak meghatározó kérdése volt.

Az 1830-as évektől kezdve egyre többen vetették fel a Szent István-i állam területi egységének gondolatát, vagyis követelték az uniót, az egyesülést Erdéllyel.

### Széchenyi reformprogramja

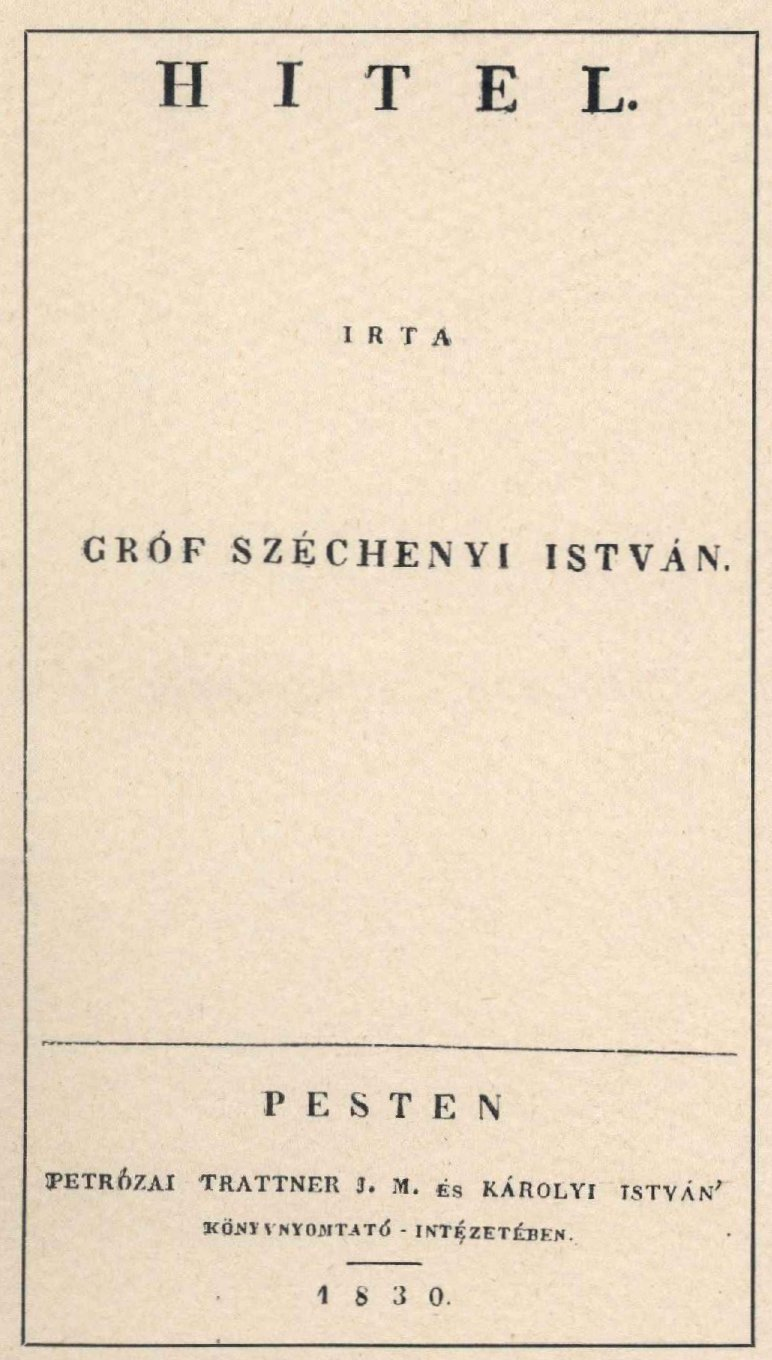
A Hitel

1830-ban jelent meg első komoly visszhangot kiváltó munkája, a Hitel. Ebben az ország elmaradottságának okaira kereste a választ. Arra a következtetésre jutott, hogy a fejlődés akadálya a kiváltságaikhoz ragaszkodó nemesi magatartás. El kell tehát törölni az ősiség törvényét.
Javítani akart a jobbágyok helyzetén is. Érdekelté kívánta őket tenni a munkában, hogy hatékonyabban dolgozzanak, ezért a robot megszüntetését javasolta. Programjának fontos pontja volt a közteherviselés gondolata, vagyis hogy a nemesség is adózzon. Szerinte a polgári átalakuláshoz szükséges törvényeket az országgyűlésnek kell meghoznia. A folyamat vezető erejének az arisztokráciát tekintette. Mivel Magyarország jövőjét hosszú távon is csak a Habsburg Birodalmon belül tudta elképzelni, meg akarta nyerni a bécsi udvar támogatását.

### Széchenyi gyakorlati alkotásai
Első országgyűlési fellépésén, 1825-ben felajánlotta birtokainak egyéves jövedelmét a Magyar Tudományos Akadémia létrehozására. Ennek feladata a magyar nyelv és kultúra ápolása lett.
- Különösen sokat tett a közlekedés fejlesztéséért. Kezdeményezte az első állandó híd, a Lánchíd felépítését Pest és Buda között.
- Beindította a gőzhajózást a Balatonon, és szervezője volt a dunai gőzhajózásnak is. Ennek érdekében terveket készített a Tisza és Duna alsó szakaszának szabályozására. Részt vett az Óbudai hajógyár alapításában.
- Azért, hogy „hazánk gabona helyett végkép liszttel űzze kereskedését”, Pesten gőzmalmot létesített. Országszerte népszerűsítette a selyemhernyó-tenyésztést, amelyre manufaktúrákat lehetett alapozni.
- Neki köszönhető Pesten a lóversenyzés elindítása, melynek előfeltétele a lóversenyzés felemelése volt.
- Angol mintára kaszinókat szervezett, melyek a társasági élet központjává váltak. Itt az emberek újságokat, könyveket olvashattak, és eszmét cserélhettek politikai, közéleti kérdésekről.
- Pestet és Budát kívánta az ország fővárosává fejleszteni. Ő használta először a Budapest megnevezést.

## Az 1848–49-es forradalom és szabadságharc

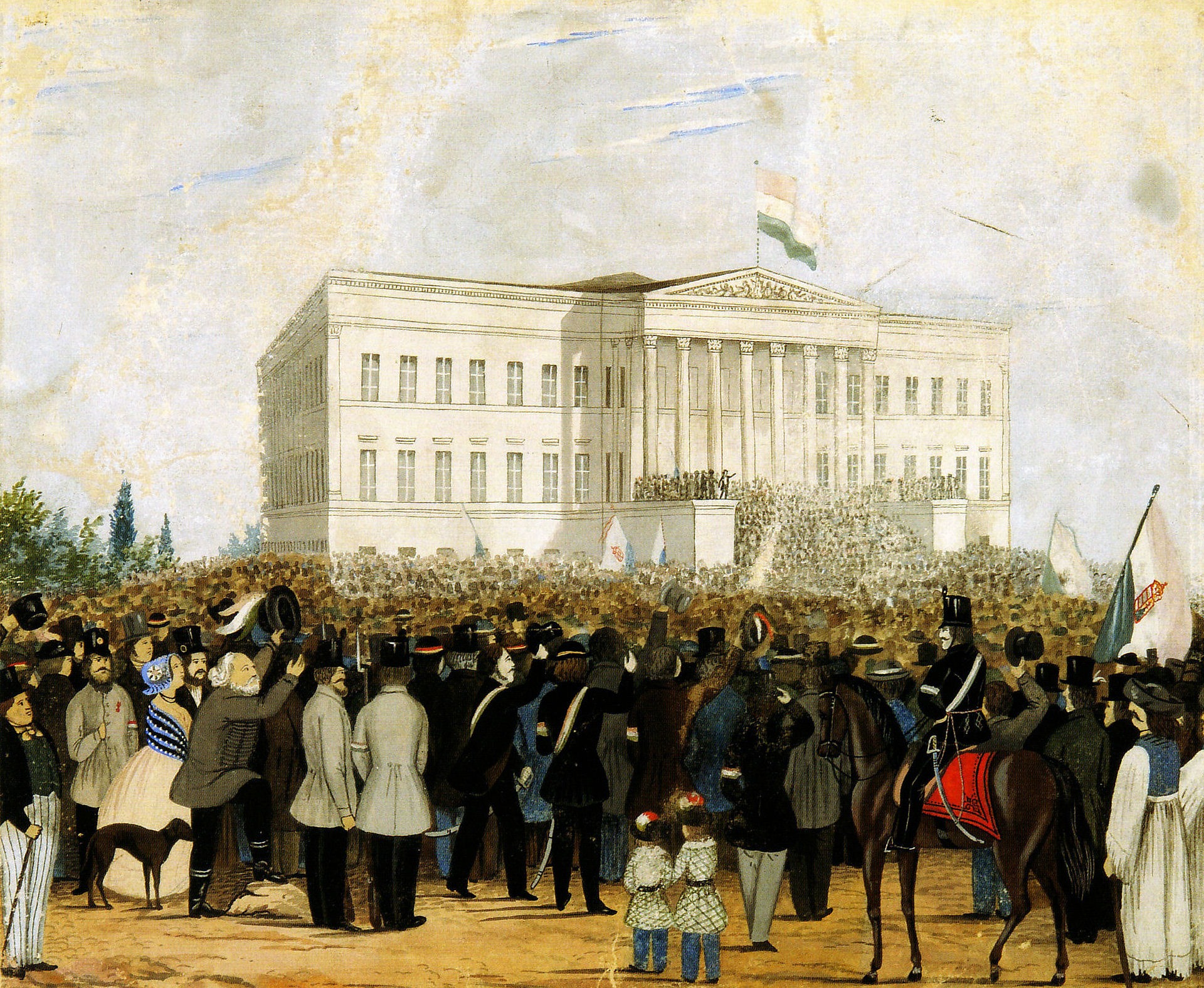
Forradalmi tömeg a Nemzeti Múzeumnál, 1848. március 15-én

Az 1848–49-es forradalom és szabadságharc Magyarország újkori történetének meghatározó eseménye, a nemzeti identitás egyik alapköve. Társadalmi reformjaival a polgári átalakulás megindítója, önvédelmi harcával a nemzeti mitológia részévé vált. Ugyanakkor a nemzetiségekkel való konfliktusok már előrevetítették a történelmi Magyarország felbomlásának lehetőségét. A magyar forradalom szerves része volt az 1848-as európai forradalmi hullámnak, azok közül viszont lényegében egyedül jutott el a sikeres katonai ellenállásig. Eredményességét mi sem mutatja jobban, hogy csak a cári Oroszország beavatkozásával lehetett legyőzni.

## A neoabszolutizmus kora

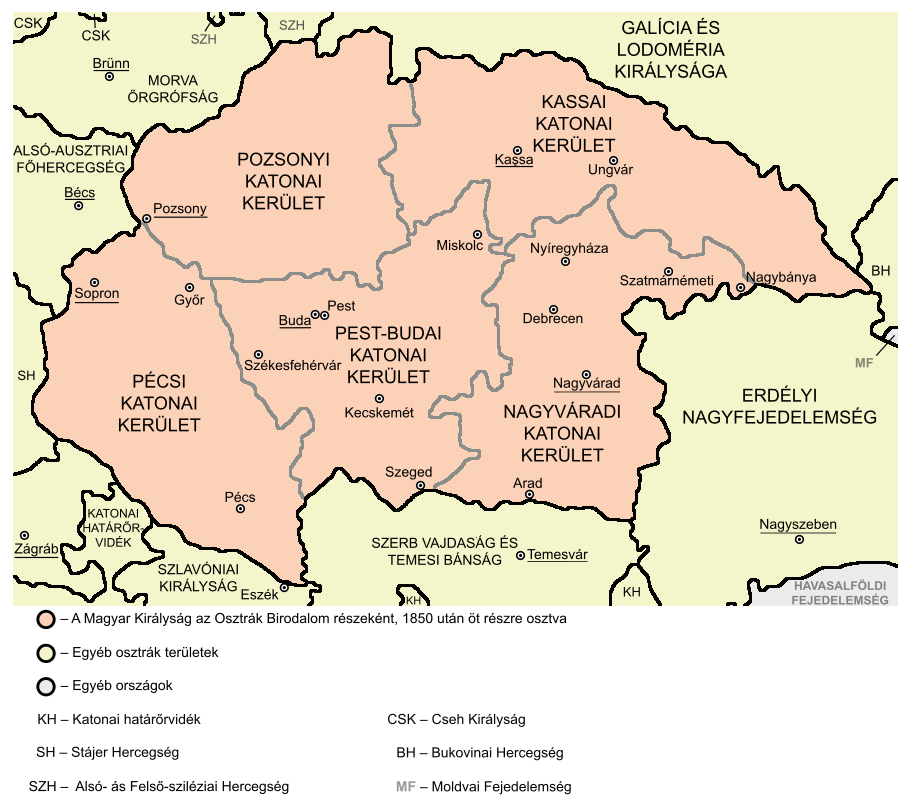
Magyarország közigazgatása a Bach-korszakban

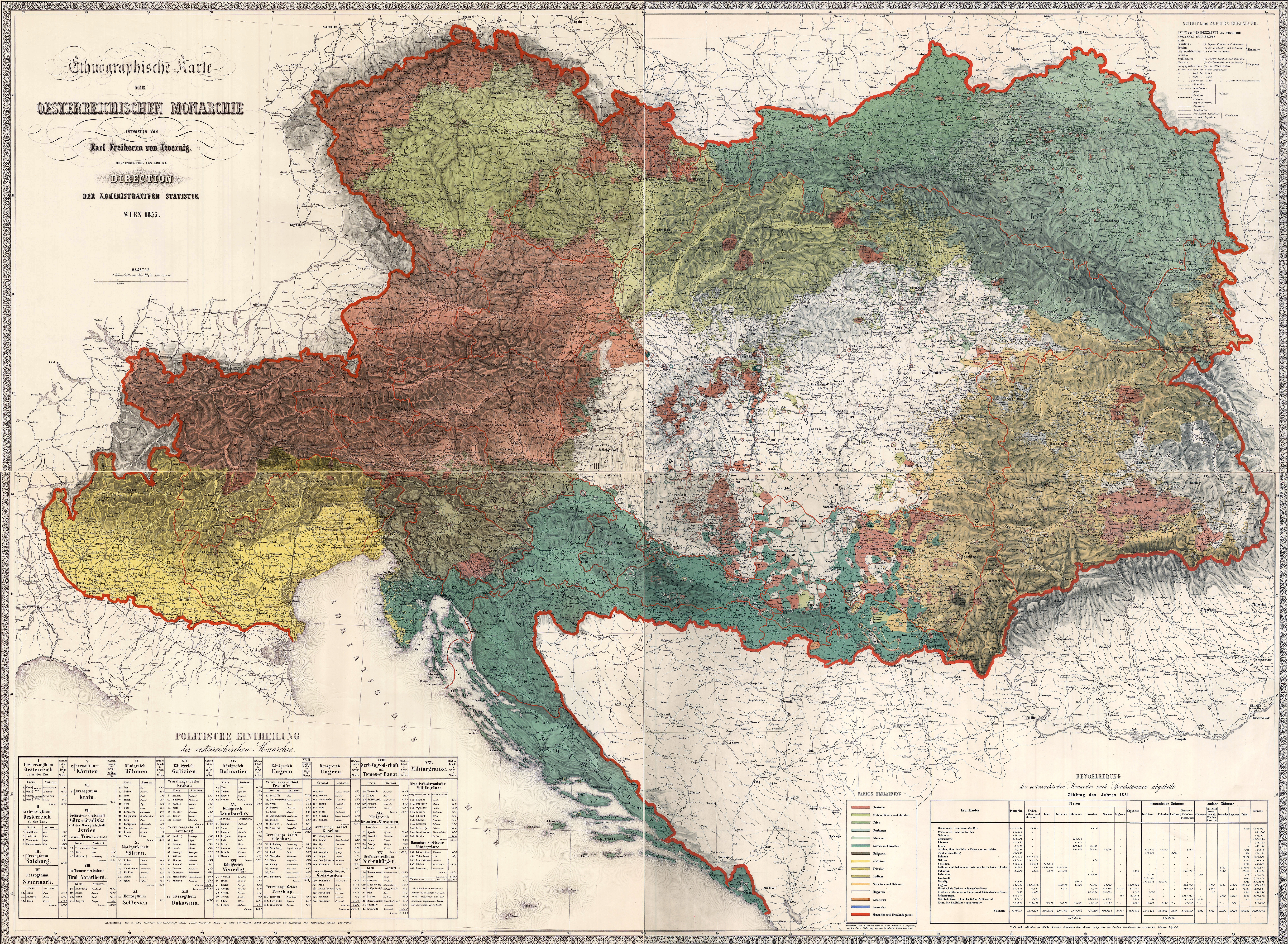
A Habsburg Birodalom etnikai térképe, 1855

A szabadságharc leverése után a bécsi kormányzat 1851 és 1859 között megkísérelte Magyarországot betagolni a központilag irányított összbirodalomba (Gesamtmonarchie).
Az első lépés a közigazgatási rendszer átformálása volt. Leválasztották Magyarországról Erdélyt, Horvátországot, a Határőrvidéket, a Szerb Vajdaságot és a Temesi bánságot. Külön igazgatás alá szervezve utóbbiakból létrehozták a Szerb Vajdaság és Temesi Bánságot.
Ezt követően a megmaradt területeket öt kerületre osztották (központjaik: Pest, Pozsony, Sopron, Kassa, Nagyvárad), eltörölve ezzel a régi vármegyerendszert. Eltörölték a megyék és a városok önkormányzatát is. A közigazgatás nyelve pedig egységesen a német lett, a germanizációs és beolvasztási törekvéseknek köszönhetően.
A hivatalnoki rendszert kettős hivatalnokrétegnek nevezzük. Ez azt jelenti, hogy a magyar tisztviselők mellett osztrák hivatalnokok dolgoztak, azért, hogy egymást megfelelően kiegészítsék. Emellett még azért is szükség volt a külföldiekre, mivel a régi hivatalnokok egy része nem volt hajlandó együttműködni a hatalommal, mert így a hivatalok a központi akarat végrehajtói lettek. A főleg Ausztria területéről érkezett hivatalnokokat gúnyosan Bach-huszároknak csúfolták kötelezően előírt magyaros viseletük miatt. Ez a rendszer azonban igen költséges volt (hiszen kétszer annyi hivatalnokot kellett ellátnia). A funkcionáriusok feladatai közé tartozott az adószedés, a közoktatás, az infrastruktúra és a bírói rendszer működtetése.

## A dualizmus kora
Kiegyezés (németül Ausgleich) alatt az 1867. évi osztrák-magyar politikai megegyezést értjük, amelynek következtében létrejött az Osztrák–Magyar Monarchia.

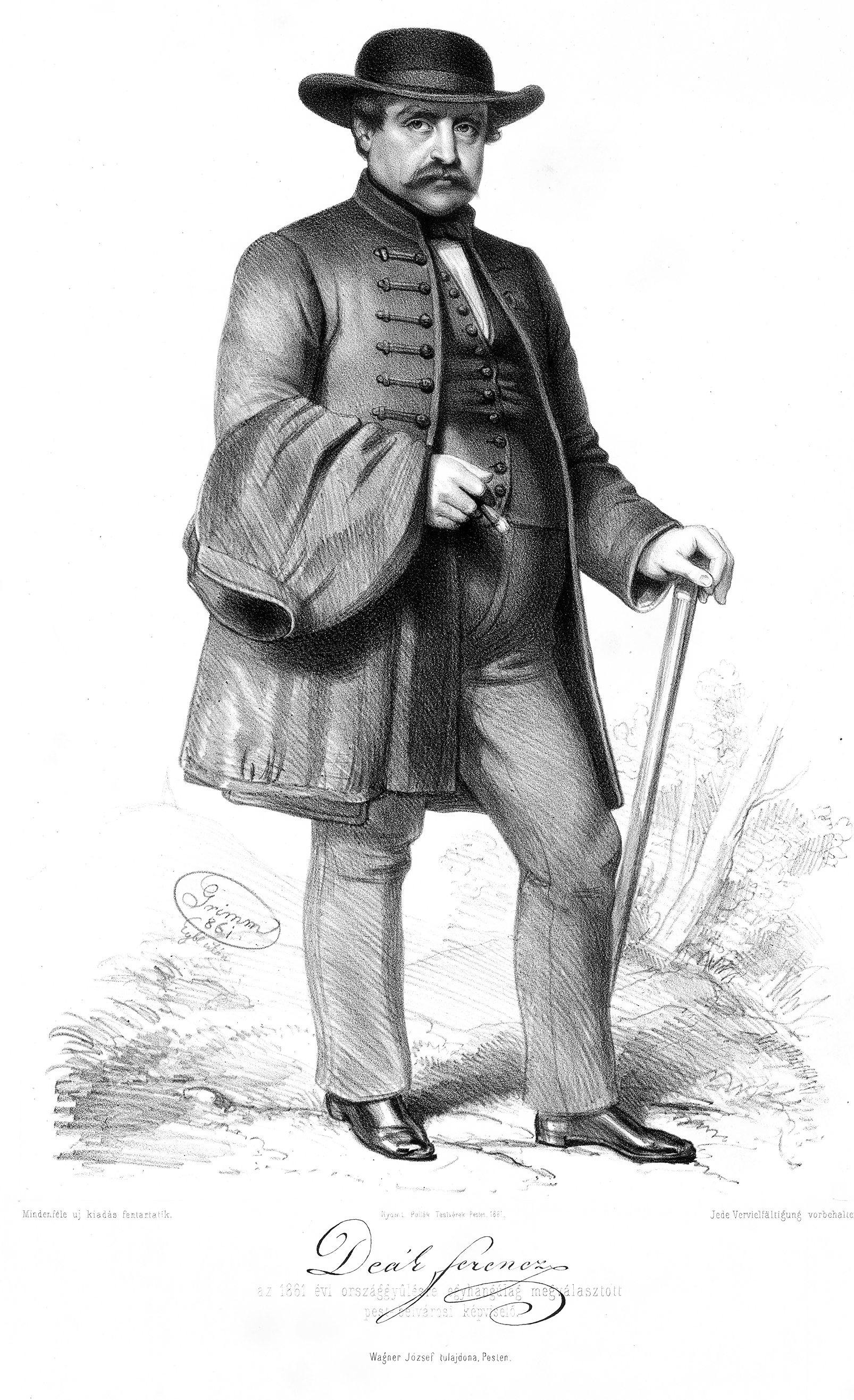
Deák Ferenc

A kiegyezés előzményeinek tekinthetőek a következő események: az 1848–49-es forradalom és szabadságharc, az azt követő megtorlás (Haynau rémuralma) majd a Bach-korszak. Lényeges momentum, hogy Ferenc József által kibocsátott októberi diplomát és februári pátenst feliratban és nem határozatban utasítottuk el, valamint hogy 1866-ban az Osztrák Császárság háborút vesztett Poroszországgal szemben (porosz–osztrák–olasz háború).

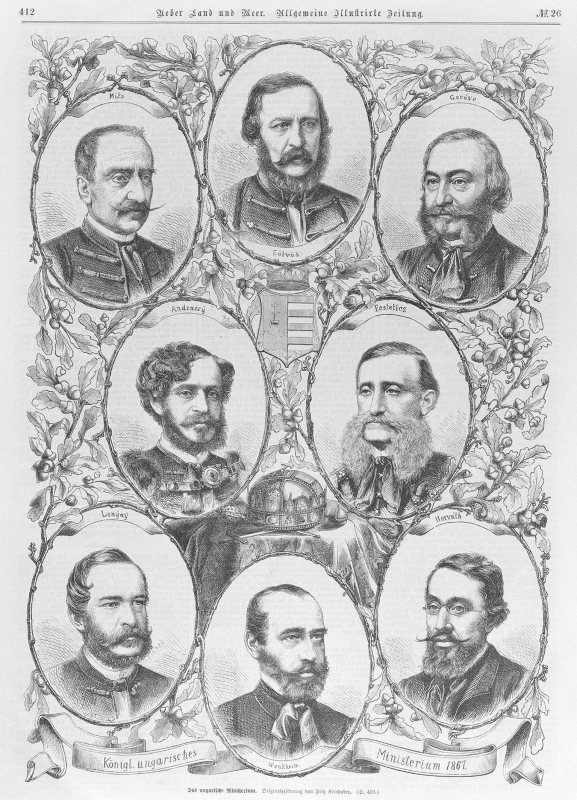
Az Andrássy-kormány (1867)

Az Osztrák–Magyar Monarchia két fő részből állt: a Birodalmi Tanácsban képviselt királyságok és országok (vagyis az ún. osztrák örökös tartományok), illetve a magyar Szent Korona országai (Magyarország és Horvátország), melyeket a közös uralkodó és a közös ügyként igazgatott külügy, hadügy és az ezekkel kapcsolatos pénzügy fűzött össze. Az Osztrák–Magyar Monarchia Ferenc József szerint csak és kizárólag három ember egyezkedése és tárgyalásai közepette jött létre: "Deák, Andrássy és jómagam" Az erről szóló törvényt Ferenc József magyar király (egyúttal osztrák császár) 1867. július 28-án szentesítette.
A dualista állam nem biztosított teljes függetlenséget Magyarország számára, de reális kompromisszumnak bizonyult. A kiegyezés megkötése után Magyarország gazdasága nagymértékben fejlődött, és félévszázados béke köszöntött hazánkra, melynek az első világháború vetett véget.